# Selahattin Demirtaş
Selahattin Demirtaş (Palu, 10 d'abril de 1973) és un polític kurd descendent del poble zaza, membre del parlament de Turquia des del 2017. Va ser copresident del Partit Democràtic del Poble (HDP) entre 2014 i 2018, juntament primer amb Figen Yüksekdağ i segon amb Serpil Kemalbay. Demirtaş va ser el candidat presidencial del partit HDP a les eleccions presidencials del 2014, obtenint el tercer lloc amb el 9,77% dels vots. Des del novembre del 2016 ha estat detingut. Es va tornar a presentar a candidat des de la presó a les eleccions del 2018 aconseguint el tercer lloc amb el 8,4% dels vots. El 20 de novembre del 2018 el Tribunal Europeu de Drets Humans va sentenciar la seva llibertat però l'estat turc el manté detingut.